# Martin Kamen
Martin Kamen (27 d'agost de 1913 – 31 d'agost de 2002) fou un químic estatunidenc, codescobridor amb Samuel Ruben, el 1940, del carboni 14.

## Biografia
Kamen va néixer a Toronto, al Canadà. Doctor en Química Física per la Universitat de Chicago. El 1936, es va unir a l'equip d'Ernest Lawrence al Laboratori Lawrence Berkeley National de la Berkeley. Com a radioquímic, fou responsable de la producció de radioisòtops en ciclotró. El 1937, va conèixer Samuel Ruben, llavors estudiant de química amb Willard Frank Libby. Ruben i Kamen treballaren en el mecanisme de la fotosíntesi utilitzant com a traçador biològic el carboni 11. El 27 de febrer de 1940, produïren per primera vegada carboni 14 en quantitat suficient per a poder mesurar la seva activitat.
Durant la Segona Guerra Mundial, Kamen restà a Berkeley i participà en el projecte Manhattan, que pretenia de fabricar la Bomba atòmica. La seva obra, que tenia el nom en codi de "procés Beta", se centrà en el reciclatge de l'urani 235. El juliol de 1944, hagué de dimitir, a petició dels serveis secrets militars dels EUA que, per la seva afinitat per l'esquerra, el creien sospitós d'amenaçar la seguretat del Projecte Manhattan. Treballà en una drassana fins a la primavera de 1945, quan va ser contractat per supervisar el ciclotró de l'Escola de Medicina de la Universitat de Washington. Després d'una llarga batalla legal, va ser rehabilitat el 1955.

## Premis i reconeixements
- Premi Albert-Einstein (World Award of Science) el 1989
- Premi Enrico Fermi el 1995